# Semidalis grancanariensis
Semidalis grancanariensis là một loài côn trùng trong họ Coniopterygidae thuộc bộ Neuroptera. Loài này được Ohm & Hölzel miêu tả năm 1999.